# TOI-270

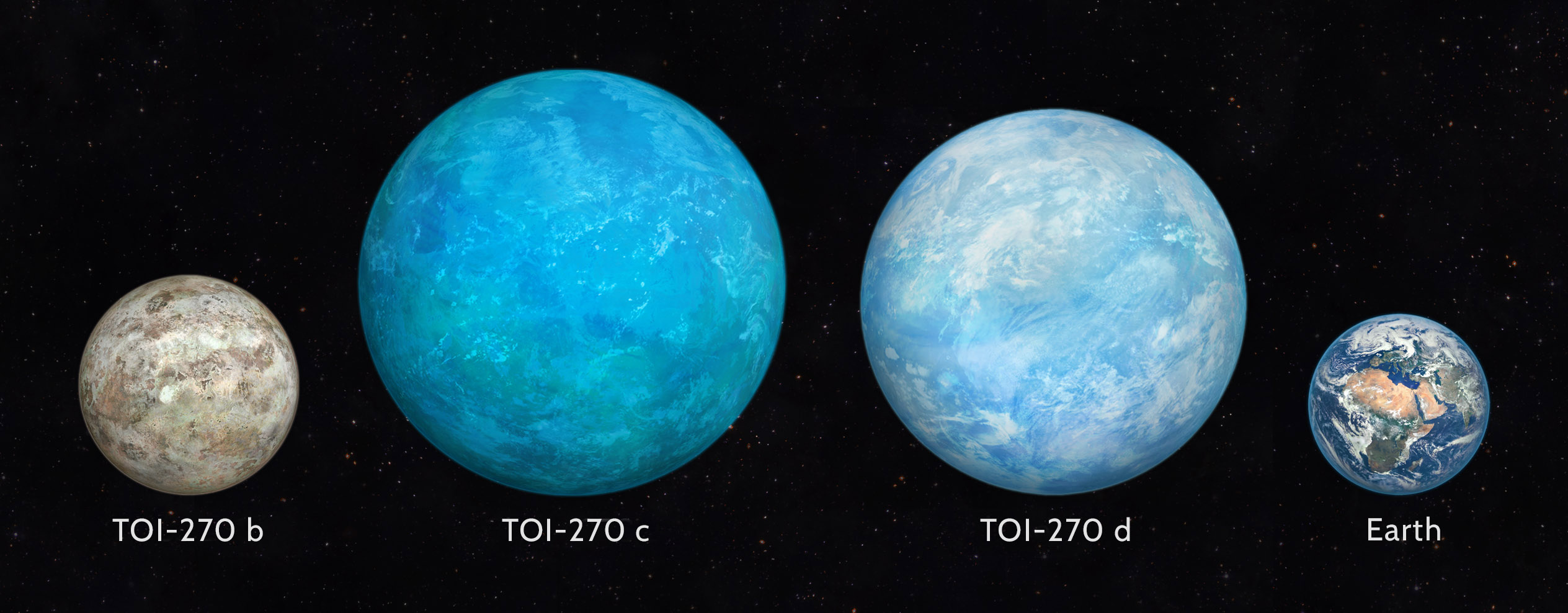
TOI-270系の惑星と地球の大きさ比較

TOI-270とは、地球からがか座の方向に約73光年離れた位置に存在するスペクトル分類がM型の恒星である。質量や半径は太陽の約40%である。
| 太陽 | TOI-270   |
| ---- | --------- |
| 太陽 | Exoplanet |

## 惑星系
2019年7月、TESSによる観測でTOI-270の周囲に3つの太陽系外惑星が公転していることが発見された。TOI-270のような恒星の周囲で地球の1.5-2倍の大きさを持つ惑星が発見されることは珍しいとされており、このような惑星の形成についての謎を解く手掛かりになるかもしれないとされている。
3つの惑星の中で一番内側を公転しているTOI-270 bは3.4日の公転周期で、地球半径の125%の大きさを持つ地球型惑星である。TOI-270 c、TOI-270 dはミニ・ネプチューンで、大きさはそれぞれ地球の2.4倍、2.1倍である。公転周期はそれぞれ5.7日、11.4日。それぞれの惑星の平衡温度はそれぞれ254℃、150℃、67℃である。dについてはbやcより温度が低く、環境が温暖な可能性があるが、温室効果の影響で実際の温度は高いかもしれない。3つの惑星はいずれも自転と公転の同期が発生していると推測されている。
TOI-270はジェイムズ・ウェッブ宇宙望遠鏡が長期間観測することが可能なため、惑星の大気を調査することが可能である。また、dの外側に惑星が存在するのであれば、その惑星が生命の居住に十分な環境が整っている可能性がある。また、M型の恒星は強烈なフレアが発生している場合があるが、TOI-270についてはフレアのようなものが見られないため、安定して環境が維持できる可能性がある。

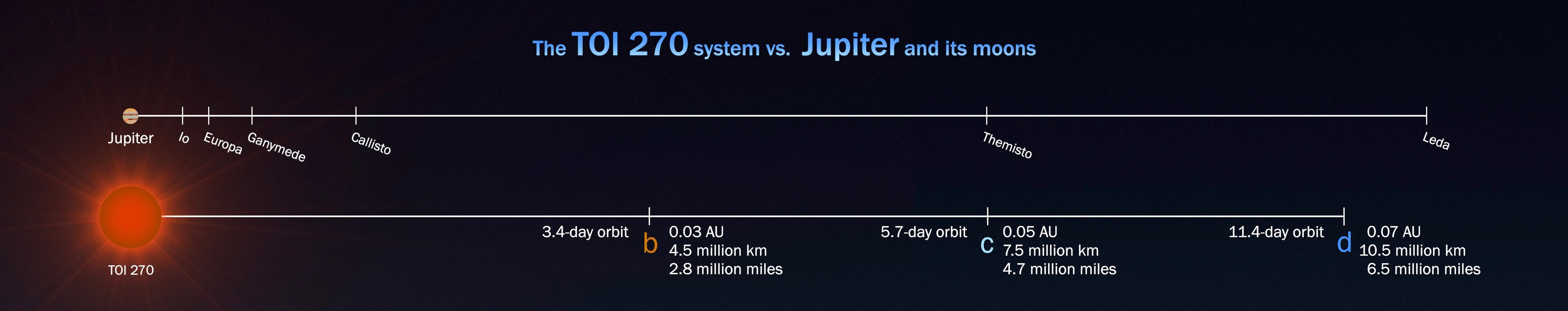
TOI-270の惑星系と木星の衛星系の比較

| 名称 （恒星に近い順） | 質量                     | 軌道長半径 （天文単位） | 公転周期 (日)          | 軌道離心率 | 軌道傾斜角        | 半径              |
| --------------------- | ------------------------ | ----------------------- | ---------------------- | ---------- | ----------------- | ----------------- |
| b                     | 0.006+0.0047 −0.0022 MJ  | 0.0306+0.0033 −0.0057   | 3.36008+6.5e-05 −7e-05 | 0          | 88.65+0.85 −1.4°  | 0.11125±0.0074 RJ |
| c                     | 0.0208+0.0164 −0.0088 MJ | 0.0472±0.0033           | 5.660172±3.5e-05       | 0          | 89.53+0.3 −0.42°  | 0.2159±0.0116 RJ  |
| d                     | 0.017+0.013 −0.0066 MJ   | 0.0733±0.0042           | 11.38014±0.00011       | 0          | 89.69+0.16 −0.12° | 0.19±0.0107 RJ    |